# Eishockey-Weltmeisterschaft 2024
Die 87. Eishockey-Weltmeisterschaft der Herren wurde 2024 in Tschechien ausgetragen. Das Turnier wurde beim jährlichen Kongress der Internationalen Eishockey-Föderation während der Weltmeisterschaft 2019 in der Slowakei vergeben. Im Vorfeld hatten sich der russische, der schwedische und der tschechische Verband auf die Aufteilung der WM-Turniere 2023 bis 2025 geeinigt.  Tschechien war zuletzt 2015 Gastgeber einer Weltmeisterschaft.
Die 48. Eishockey-Weltmeisterschaft der U20-Junioren fand in Kanada statt.
Außerdem fanden die 26. Eishockey-Weltmeisterschaft der Frauen, die 25. Eishockey-Weltmeisterschaft der U18-Junioren und die 16. Eishockey-Weltmeisterschaft der U18-Juniorinnen statt.